# Konvektivní dostupná potenciální energie

CAPE vyjádřená v aerologickém diagramu pro vzduchovou částici vystupující z bodu A. T je křivka teplotního zvrstvení, T_{w} křivka zvrstvení teploty rosného bodu, LCL je výstupná kondenzační hladina, LFC hladina volné konvekce, EL hladina nulového vztlaku, znázorněna je suchá adiabata – křivka adiabatického výstupu nenasycené vzduchové částice, a pseudoadiabata – křivka výstupu vzduchové částice poté, co dojde k jejím nasycení. CIN (convective inhibition) je pak energie, kterou musí daná vzduchová částice vynaložit, aby dosáhla hladiny volné konvekce.

Konvektivní dostupná potenciální energie nebo též CAPE (z anglického Convective Available Potential Energy) je dostupná energie instability rovnající se celkovému množství práce, kterou vykoná adiabaticky ochlazovaná vzduchová částice při výstupu z hladiny volné konvekce do hladiny nulového vztlaku. Udává se v m2·s−2 = J·kg−1 a je definována vztahem: 
{\displaystyle \mathrm {CAPE} =\int _{HVK}^{HNV}B\mathrm {d} z=\int _{HVK}^{HNV}g\left({\frac {T_{\mathrm {v,parcel} }-T_{\mathrm {v,env} }}{T_{\mathrm {v,env} }}}\right)\,\mathrm {d} z}, 

kde HVK je výška hladiny volné konvekce, HNV je výška hladiny nulového vztlaku, B je vztlak, {\displaystyle {\mathit {g}}} tíhové zrychlení, Tv,parcel virtuální teplota vzduchové částice a Tv,env virtuální teplota okolního vzduchu. Hodnotu CAPE lze vyčíst také z aerologického diagramu jako plochu mezi křivkou teplotního zvrstvení a křivkou virtuální teploty adiabatického výstupu vzduchové částice (která je nad kondenzační hladinou nasycená vodní parou).

## Mechanismus a význam
Konvektivní dostupná potenciální energie (CAPE) existuje v prostředí podmíněné instability v troposféře, ve kterém se vystupující vzduchová částice nad hladinou volné konvekce ocitá teplejší, a tedy lehčí, než je okolní prostředí, a proto může dále stoupat. Jakákoli hodnota CAPE větší než 0 J/kg značí instabilitu v atmosféře a tedy možnost vzniku konvektivních bouří a nebezpečných jevů s nimi spojených.